# Лозада
Лоза́да (порт. Lousada; МФА: [ɫo.ˈza.dɐ]) — муніципалітет і містечко в Португалії, в окрузі Порту. Розташований у північно-західній частині країни, на теренах історичної португальської провінції Дору-Міню. Належить до Портуської діоцезії Католицької церкви в Португалії. Права міського самоврядування має з 1514 року. Поділяється на 15 парафій. За адміністративним поділом, чинним до 1976 року, був складовою провінції Берегове Дору. Площа муніципалітету — 96,08 км², населення муніципалітету — 47387 ос. (2011); густота населення — 493,2 осіб/км²
. Патрон — Спаситель. Святковий день муніципалітету — 1-й понеділок після останньої неділі липня. Поштовий індекс — 4620.  Код місцевої адміністративної одиниці — 1305. Складова статистичного регіону Північ.

## Назва
- Лоза́да (порт. Lousada, стара орфографія: порт. Louzada)

## Географія
Лозада розташована на північному заході Португалії, в центрі округу Порту.
Лозада межує на півночі з муніципалітетом Візела, на північному сході — з муніципалітетом Фелгейраш, на сході — з муніципалітетом Амаранте, на півдні — з муніципалітетом Пенафієл, на південному заході — з муніципалітетом Паредеш, 
на заході — з муніципалітетами Пасуш-де-Феррейра і Санту-Тірсу.

## Історія
1514 року португальський король Мануел I надав Лозаді форал, яким визнав за поселенням статус містечка та муніципальні самоврядні права.

## Населення
| Кількість мешканців | Кількість мешканців | Кількість мешканців | Кількість мешканців | Кількість мешканців | Кількість мешканців | Кількість мешканців | Кількість мешканців | Кількість мешканців | Кількість мешканців | Кількість мешканців | Кількість мешканців | Кількість мешканців | Кількість мешканців | Кількість мешканців | Кількість мешканців |
| ------------------- | ------------------- | ------------------- | ------------------- | ------------------- | ------------------- | ------------------- | ------------------- | ------------------- | ------------------- | ------------------- | ------------------- | ------------------- | ------------------- | ------------------- | ------------------- |
| 1864                | 1878                | 1890                | 1900                | 1911                | 1920                | 1930                | 1940                | 1950                | 1960                | 1970                | 1981                | 1991                | 2001                | 2011                |                     |
| 28 790              | 30 357              | 31 654              | 32 931              | 35 226              | 34 989              | 37 796              | 41 288              | 44 606              | 47 823              | 49 255              | 54 159              | 56 092              | 59 638              | 56 264              |                     |